# زنبور بال‌آبی
زنبور بال‌آبی (نام علمی: Scolia dubia) نام یک گونه از بالاخانواده زنبورهای خرمائی است.